# OSI-model
 Denne artikel bør gennemlæses af en person med fagkendskab for at sikre den faglige korrekthed.

OSI-modellen, Open Systems Interconnection Reference Model eller OSI Reference Modellen ) er en lagdelt, abstrakt beskrivelse af kommunikation- og netværksprotokoldesign, udviklet som en del af Open Systems Interconnection. Den bliver også kaldt OSI seven layer model.

## Formålet
OSI-modellen inddeler protokol-funktionerne i en række lag. Hvert lag har den funktion, at det kun benytter det underliggende lags funktioner, og kun tilbyder funktioner til laget over. Et system, der implementerer en sådan protokolopførsel bestående af en serie af disse lag, kaldes en 'protokolstak' eller bare 'stak'. Protokolstakke kan implementeres enten som hardware, software eller en blanding af begge. Typisk er kun de laveste lag implementeret som hardware, hvor de højereliggende er bedre egnet til software-implementeringer.
Man holder sig nogenlunde til OSI modellen i computer- og netværks-industrien. Dens hovedfunktion ligger i grænsefladen mellem lagene, der samtidig bestemmer, hvordan de skal arbejde sammen. Et lag konstrueret af én producent kan derfor samarbejde med et andet fra en anden producent (indforstået er at den anden producent har forstået specifikationen korrekt). Disse specifikationer er ofte kendt som Requests for Comments eller RFC'er i TCP/IP-kredse. Det er en slags liste af ISO-standarder (eller forslag til samme) i OSI-kredse.
Som regel er implementeringen af en ny protokol også lagdelt, ligesom den måde hvorpå andre protokoller er designet. En mulig undtagelse er en "smutvej", hvor den mest almindelige udveksling der er tilladt af systemet, kan implementeres som en enkelt funktion, på trods af den strækker sig over flere lag.
Denne logiske adskillelse i lag, gør idéen bag en protokol-stak meget nemmere at forstå, og tillader opbygningen af sofistikerede, men meget pålidelige protokol stakke. Hvert lag tilbyder det øvre lag, og laver forespørgsler til de underliggende lag. Som før nævnt er en implementering af flere OSI-lag kaldt en stak (som i TCP/IP stak).
OSI modellen er et hierarkisk system af syv lag, der definerer kravene for al kommunikation mellem to computere. Modellen blev defineret af International Organization for Standardization i "ISO 7498-1" (der er kommet en "ISO 7489-2"). Den blev skabt for at øge interoperabiliteten mellem forskellige platforme, fra forskellige producenter. Modellen danner grundlag for samarbejde mellem alle elementer, uanset hvem der har lavet dem. Sent i firserne anbefalede ISO implementeringen af modellen som en netværks-standard.
På det tidspunkt, havde TCP/IP været i brug i adskillige år. TCP/IP var en hjørnesten i ARPANET og andre netværk der blev til hvad vi i dag kender som "internettet". Se "RFC 871.", for de større forskelle mellem TCP/IP og ARPANET.
Kun en mindre del af OSI modellen, er i brug i dag. Mange mener specifikationen, er for kompliceret og at dens fulde funktionsevne har taget alt for lang tid at udvikle, selv om der naturligvis også er mange der er store fortalere for OSI modellen.

## Beskrivelse af de forskellige lag
| OSI modellen | OSI modellen | OSI modellen | OSI modellen                                 |
|              | Data enhed   | Lag          | Funktion                                     |
| ------------ | ------------ | ------------ | -------------------------------------------- |
| Værts lag    | Data         | Applikation  | Netværk til program                          |
| Værts lag    | Data         | Præsentation | Data repræsentation og kryptering            |
| Værts lag    | Data         | Session      | Kommunikation mellem værter                  |
| Værts lag    | Segmenter    | Transport    | End-to-end forbindelser og stabilitet        |
| Medie lag    | Packets      | Netværk      | Rute bestemmelse og logisk addressering (IP) |
| Medie lag    | Frames       | Data link    | Fysisk adressering (MAC & LLC)               |
| Medie lag    | Bit          | Fysisk       | Medie, signal og binær transmission          |

### Lag 7: Applikationslaget
Applikationslaget danner grundlag for at brugeren har adgang til information på netværket via programmer. Dette lag er bruger-grænsefladen, eller bruger interfacet til programmet, og derigennem til netværket. Eksempler på applikations-lag-protokoller kunne være Telnet, File Transfer Protocol (FTP), Simple Mail Transfer Protocol (SMTP) og Hypertext Transfer Protocol (HTTP) og HTTPS.

### Lag 6: Præsentationslaget
Præsentationslaget omdanner data til en (af programmet) kendt standardgrænseflade, og/eller andre datastrukturer. F.eks. til og fra XML. Kryptering foregår her og ikke i Lag 7

### Lag 5: Sessionslaget
Sessionslaget er det lag der er ansvarlige for "Terminated gracefully" der er en del af TCP og for session checkpointing og recovery, hvis anvendelse ikke er særlig udbredt på internettet.

### Lag 4: Transportlaget
Transportlaget tillader umærkeligt dataoverførsler mellem brugere, og aflaster således de øvre lag for bekymringer, mens de giver pålidelige dataoverførsler. Transportlaget tjekker pålideligheden af an given forbindelse via flowkontrol, "indpakning"/"udpakning" og fejlkontrol. Nogle protokoller er "state-" og "connection-" orienterede. Dette betyder at transportlaget holder styr på pakkerne og gensender dem der aldrig kom frem. Det bedst kendte eksempel på en transportlagsprotokol, er Transmission Control Protocol (TCP). Transportlaget er det lag der omdanner data til TCP pakker eller User Datagram Protocol (UDP), Stream Control Transmission Protocol (SCTP), osv. til pakker.

### Lag 3: Netværkslaget
Netværkslaget tilbyder de rutiner der skal til, for at sende en variabel størrelse datablok, fra kilde til endestation, via et eller flere netværk. Dette lag holder også styr på QoS som "Transportlaget" lever højt på. Netværkslaget udfører routing-funktioner (sender pakkerne til deres rette modtager), kan udføre ind- og udpakning og rapportere om leveringsfejl. Routere arbejder i dette lag, sender data gennem det udvidede netværk og gør internettet muligt (der eksisterer også 3. lags (eller IP) Switche). Dette er et logisk adresseringssystem, hvor værdier er valgt af netværksadministratoren. Adressesystemet er struktureret hierarkisk. Det bedste eksempel på en layer 3 protokol er IP

### Lag 2: Data Link-laget
Data Link-laget giver mulighed for at overføre data mellem netværks-moduler og finde, muligvis rette, fejl der måtte optræde i det fysiske lag. Adresserings-metoden er fysisk, dvs. MAC-adressen, der i de fleste tilfælde er "hard-coded" inde i netkortet. Nogle netværks-kort understøtter at administratoren specificerer en anden MAC-adresse, men som regel er det ikke muligt at ændre den. Adresseringen er ikke hierarkisk opdelt. Det bedst kendte eksempel på dette lag er Ethernet. Andre eksempler på data link protokoller er HDLC og ADCCP for point-to-point eller packet-switched netværk, og Aloha for lokale netværk. På IEEE 802 netværk, og nogle andre netværk, som FDDI, kan dette lag være opdelt i et MAC lag og selve Logical Link Control eller LLC-laget. Det arrangerer bits fra det fysiske lag til frames (brugt af Netværks-laget).
I dette lag arbejder Netværksbroer og Switche. Forbindelse foregår mellem lokalt tilsluttede netværk der danner "Data link" domæner til unicast- eller broadcast-forwarding. Andre protokoller kan blive pålagt frames til at danne tunneller og logisk adskilte "Data link" domæner.

### Lag 1: Det fysiske lag
Det fysiske lag definerer alle elektriske og fysiske rammer for netværks-elementerne. Dette lag dækker stik-type, spændinger og kabel-specificationerne. Netværks-hubs, repeatere, netværks-kort og Host Bus Adaptere (HBA'er brugt i Storage Area Networks) er fysisk-lags enhederare. De mest fremtrædende funktioner af laget er:
- Oprettelse og afslutning af elektrisk forbindelse til overførsels-mediet.
- Deltager i effektivisering af kommunikation mellem flere brugere. F.eks. contention ("vente på stilhed, før man blander sig") og flow-styring.
- Modulering eller oversættelse mellem repræsentationen af digitale data til tilsluttet udstyr og tilsvarende signaler sendt via kommunikations kanalen. Det betyder at de skal omdannes så de kan sendes vha. enten kabel (som kobber eller fiber) eller radio.

I dette lag findes SCSI "busser" og diverse fysisk definerede Ethernet standarder; Ethernet indeholder både dette lag og "data link laget" (lag 2). Det samme gælder andre lokale netværks typer, som Token ring, FDDI og Wireless LAN.

## Lag-grænseflader (samarbejde mellem lagene)
Ud over de forskellige overførselsprotokoller, er der også grænsefladestandarder for hvordan forskellige lag skal "snakke sammen", det være opefter og nedefter (typisk defineret af styresystemet). F.eks. er Windows Winsock, Unix' Berkeley sockets og "System V"s Transport Layer Interface, er definitioner på hvordan lagene 4 og derover samarbejder. NDIS og ODI er grænseflader mellem medielaget (lag 2) og netværksprotokollen (lag 3).

## Eksempler
| Lag | Lag          | Eksempler                                                                                                | TCP/IP                                                   | SS7                        | AppleTalk                                                     | OSI                                                      | IPX                                     | SNA    | UMTS                         |
| Nr. | Navn         | Eksempler                                                                                                | TCP/IP                                                   | SS7                        | AppleTalk                                                     | OSI                                                      | IPX                                     | SNA    | UMTS                         |
| --- | ------------ | --- | -------------------------------------------------------- | -------------------------- | ------------------------------------------------------------- | -------------------------------------------------------- | --------------------------------------- | ------ | ---------------------------- |
| 7   | Applikation  | HL7, Modbus, SIP, SSI                                                                                    | HTTP, SMTP, SMPP, SNMP, FTP, Telnet, NFS, NTP, RTP, DHCP | ISUP, INAP, MAP, TUP, TCAP | AFP                                                           | FTAM, X.400, X.500, DAP                                  |                                         | APPC   |                              |
| 6   | Præsentation | TDI, ASCII, EBCDIC, MIDI, MPEG                                                                           | XDR, SSL, TLS                                            |                            | AFP                                                           | ISO 8823, X.226                                          |                                         |        |                              |
| 5   | Session      | Named Pipes, NetBIOS, SAP, SDP                                                                           | Sessionoprettelse til TCP                                |                            | ASP, ADSP, ZIP, PAP                                           | ISO 8327, X.225                                          | NWLink                                  | DLC?   |                              |
| 4   | Transport    | NetBEUI, nanoTCP, nanoUDP                                                                                | TCP, UDP, SCTP                                           |                            | ATP, NBP, AEP, RTMP                                           | TP0, TP1, TP2, TP3, TP4, OSPF                            | SPX, RIP                                |        |                              |
| 3   | Netværk      | NetBEUI, Q.931                                                                                           | IP, ICMP, IPsec, RIP, BGP                                | MTP-3, SCCP                | DDP                                                           | X.25 (PLP), CLNP                                         | IPX                                     |        | RRC (Radio Resource Control) |
| 2   | Data Link    | Ethernet, 802.11 (WiFi), ARP, BOOTP, Token Ring, FDDI, PPP, HDLC, Q.921, Frame Relay, ATM, Fibre Channel |                                                          | MTP-2                      | LocalTalk, TokenTalk, EtherTalk, AppleTalk Remote Access, PPP | X.25 (LAPB), Token Bus                                   | IEEE 802.3 framing, Ethernet II framing | SDLC   | MAC (Media Access Control)   |
| 1   | Fysisk       | RS-232, V.35, V.34, I.430, I.431, T1, E1, 10BASE-T, 100BASE-TX, POTS, SONET, DSL, 802.11b, 802.11g       |                                                          | MTP-1                      | RS-232, RS-422, STP, PhoneNet                                 | X.25 (X.21bis, EIA/TIA-232, EIA/TIA-449, EIA-530, G.703) |                                         | Twinax | PHY (Physical Layer)         |

## Humor
- De syv lag bliver somme tider udvidet (igen i sjov) til også at dække ikke tekniske begreber eller problemer. En udbredt vits er "10 lags modellen", med 8, 9 og 10 værende "bruger", "økonomisk" og "politisk"-lag. I andre versioner er de "ekstra lag", "penge", "politik" og "religion". I samme stil refererer teknikere somme tider til et "8. lags problem", hvilket betyder at det er brugeren og ikke netværket den er gal med.

- OSI-modellen er også i sjov blevet kaldet "Taco Bell modellen" da restaurant-kæden er kendt for sin "7 lags burrito".

- Dick Lewis bruger en analogi af James Bond der afleverer hemmeligt-stemplet information Arkiveret 19. oktober 2006 hos  Wayback Machine til at illustrere OSI-modellen.